# Dohar
Dohar war eine Längeneinheit im heutigen Algerien vor der Einführung des metrischen Systems am 1. März 1843.
- 1 Dohar = 4446 Meter (nach Eduard Bratassević: 4444 Meter)[1]

Die Maßkette war
- 1 Dohar = 3 Mil = 8980 Dhrá/Draá/Pik = 17.960 Nus = 35.920 Rebia = 71.840 Termin